# Tomohiro Katanosaka
Tomohiro Katanosaka (jap. 片野坂 知宏 Katanosaka Tomohiro; ur. 18 kwietnia 1971) – japoński piłkarz występujący na pozycji obrońcy.

## Kariera piłkarska
Od 1990 do 2003 roku występował w klubach Sanfrecce Hiroszima, Kashiwa Reysol, Oita Trinita, Gamba Osaka i Vegalta Sendai.

## Kariera trenerska
Po zakończeniu piłkarskiej kariery pracował jako trener w Oita Trinita.